# 종신형

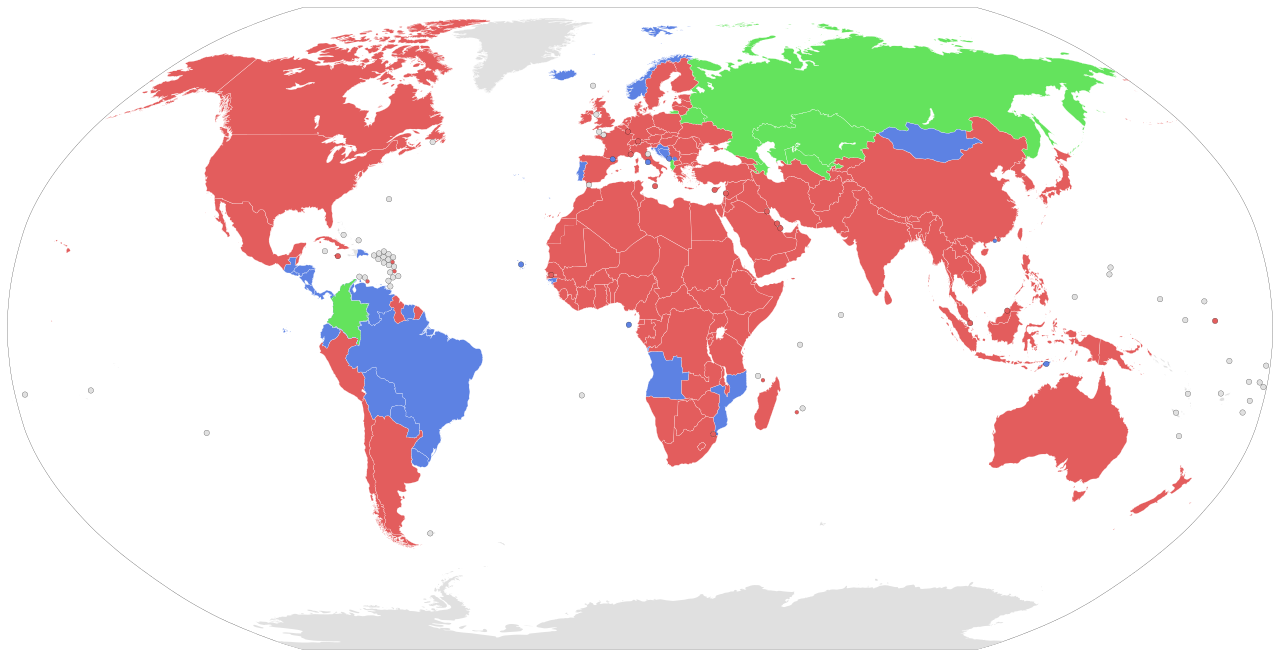
종신형을 운영하는 국가
여성에게 종신형을 선고하지 않는 국가
종신형을 운영하지 않는 국가
자료 없음

종신형(終身刑, 영어: life imprisonment) 또는 무기징역(無期懲役)은 수형자가 죽음을 맞이할 때까지, 무기한으로 교도소에 가두는 형벌이나 옥살이를 시키는 것을 말한다.
무기형은 가석방의 가능성 여부에 따라 가석방을 할 수 있는 상대적 무기형과 가석방을 할 수 없는 절대적 무기형(절대적 종신형)으로 나눌 수 있다.

## 상대적 무기형
상대적 무기형 (상대적 종신형)은 가석방을 할 수 있는 무기형을 말하며, 전 세계 대부분 국가에서 운영하는 무기형 제도이다. 대한민국에서는 무기수가 교정성적이 양호하여 뉘우침의 빛이 뚜렷한 경우에는 20년 이상 복역하면 행정처분으로 가석방을 할 수 있다.(형법 제72조)
일본(일본 형법 제28조), 조선민주주의인민공화국(조선민주주의인민공화국 형법 제55조제2항), 중화인민공화국(중화인민공화국 형법 제81조)에서는 10년을 복역하면 가석방을 할 수 있고, 독일(독일 형법 제57조A)에서는 15년, 중화민국(중화민국 형법 제77조)에서는 25년을 복역하면 가석방을 할 수 있다.

## 절대적 무기형
절대적 무기형(절대적 종신형)은 가석방을 할 수 없는 무기형을 말하며, 가석방 없는 종신형이라고도 한다. 전 세계 대부분 국가에서 가석방이 가능한 무기형 제도를 운영하므로 가석방을 할 수 없는 절대적 종신형은 이례적인 제도인데, 이를 운영하는 대표적인 국가로는 미국과 영국이 있다.
대한민국에서 이 제도는 주로 사형제 폐지를 위한 대체형벌로 논의되었다. 독일, 프랑스, 이탈리아 등에서는 사형제를 폐지하면서 절대적 종신형을 두었다가 교정 행정상의 애로와 인권침해 논란 때문에 없애고, 상대적 무기형으로 다시 일원화했다. 특히, 독일의 경우에는 1978년에 독일 연방헌법재판소가 절대적 종신형에 대해 위헌판결을 내렸다.

### 만 18세 미만에 대한 금지
국제연합(UN)의 아동의 권리에 관한 협약에 따르면, 만 18세 미만의 사람이 범한 죄에 대해서는 가석방의 가능성이 없는 절대적 종신형을 선고할 수 없다. 이 조약은 미국을 제외한 전 세계의 모든 UN 가입국이 비준하였는데, 미국도 2012년 6월에 연방대법원에서 만 18세 미만에 대해 가석방의 가능성이 없는 종신형을 선고하는 것은 위헌이라고 판결하였다.

제37조
당사국은 다음의 사항을 보장하여야 한다.
가. 어떠한 아동도 고문 또는 기타 잔혹하거나 비인간적이거나 굴욕적인 대우나 처벌을 받지 아니한다. 사형 또는 석방의 가능성이 없는 종신형은 18세 미만의 사람이 범한 죄에 대하여 과하여져서는 아니된다.
— 아동의 권리에 관한 협약

만 18세 미만의 사람이 범한 죄라도 가석방이 가능한 상대적 무기형을 선고하는 것은 아동의 권리에 관한 협약에 위배되지 않는다. 대한민국은 만 18세 미만의 사람이 범한 죄에 대해 무기형을 금지해 소년법과 특정강력범죄의 처벌에 관한 특례법의 특칙에 따라 최장 20년의 형을 선고할 수 있지만, 조선민주주의인민공화국에서는 상대적 무기형의 선고가 가능하다. 또한 중화인민공화국의 경우에도 상대적 무기형이 금지되어 있으며 미성년자는 징역 20년을 초과하지 못하게 되어있다.

## 대한민국 형법의 관련 범죄
- 내란죄(87조)
- 내란 목적의 살인(88조)
- 외환유치죄(92조)
- 간첩죄(98조)
- 폭발물 사용(119조)
- 공무원을 사망에 이르게 한 특수공무방해(164조)
- 현주건조물(164조)·공용건조물(165조) 등의 방화
- 현주조건물(177조)·공용건조물(178조) 등에의 일수죄
- 교통방해 치사상(188조)
- 통화위조·변조(207조)
- 살인·존속살해(250조)
- 자기 또는 배우자의 직계존속 상해치사(259조 2항)
- 체포·감금 등에 의한 치사(281조 2항)
- 강간 등에 의한 상해·치상(301조)
- 강간 등 살인·치사(301조의 2)
- 인질상해·치상(324조의 3)
- 인질살해·치사(324조의 4)
- 강도살인·치사(338조)
- 특수강간(339조)
- 해상강도(340조)

## 같이 보기
- 자유형
  - 징역
  - 금고
- 사형
- 대한민국 형법 제72조
- 소년법

### 내용주
1. ↑  대한민국은 유기형의 상한이 30년(형의 가중 시 50년)이고, 형기의 3분의 1 이상을 복역하면 가석방 할 수 있다.
2. ↑  일본은 유기형의 상한이 20년(형의 가중 시 30년)이고, 형기의 3분의 1 이상을 복역하면 가석방 할 수 있다.
3. ↑  조선민주주의인민공화국은 유기형의 상한이 15년이고, 형기의 2분의 1 이상을 복역하면 가석방 할 수 있다.
4. ↑  조선민주주의인민공화국과 같다.
5. ↑  독일은 유기형의 상한이 15년이고, 형기의 3분의 2(특별한 경우에는 2분의 1) 이상을 복역하면 가석방을 할 수 있다.
6. ↑  중화민국은 유기형의 상한이 15년(누범 등의 가중 시 20년, 경합범 가중 시 30년)이고, 형기의 2분의 1(누범은 3분의 2) 이상을 복역하면 가석방을 할 수 있다.

### 참조주
1. ↑  사형제 존폐 수면 위로…'절대적 종신형' 해묵은 대안 논쟁 메트로, 2015.8.12.
2. ↑  美대법 "청소년 살인범 '절대 종신형' 위헌" 연합뉴스, 2012.6.26.
3. ↑  아동의 권리에 관한 협약 채택일 1989.11.20. 발효일 1990.9.2.